# Хунов, Анатолий Исмаилович
Анатолий Исмаилович Хунов (* 21 марта 1940, Краснодар, Краснодарский край, Российская СФСР, СССР) — украинский политик, народный депутат Украины I, II, III созыва.

## Биография
Родился 25 марта 1940 г. в г. Краснодар, Россия.
В 1958–1959 годах работал грузчиком, станочником леспромхоза в Краснодаре. В 1959–1962 годах проходил срочную военную службу в советской армии. В 1967 г. окончил Краснодарский политехнический институт, факультет «Машины и аппараты пищевых производств» и получил специальность «инженер-механик». После окончания института его направили в г. Лиман Донецкой области.
В 1967–1971 годах занимал должность главного инженера Краснолиманского консервного завода, в 1993 году стал там директором. В 1973–1993 годах работал начальником отдела, позже — начальником арендного предприятия «Организация рабочего снабжения» Краснолиманского отделения Донецкой железной дороги. В 1993–1995 годах — генеральный директор, председатель совета акционеров АО «Организация рабочего снабжения».

## Политическая деятельность
Анатолий Исмаилович Хунов был с 1962 по 1991 год членом Коммунистической партии Советского Союза. В 1993 году, после роспуска КПСС, вступил в Коммунистическую партию Украины.
С ноября 1992 года по апрель 1994 года — народный депутат Верховной Рады Украины 12-го (1-го) созыва (по Краснолиманскому избирательному округу № 130 Донецкой области). Был членом Комиссии по вопросам государственного суверенитета, межреспубликанских и межнациональных отношений. В группы, фракции не входил.
С марта 1994 года по май 1998 года — народный депутат Верховной Рады Украины 2-го созыва (по Краснолиманскому избирательному округу № 130 Донецкой области, выдвинут избирателями). Член Комитета по иностранным делам и связям с СНГ. Член фракции КПУ.
В 1998–2002 годах — народный депутат Верховной Рады Украины третьего созыва (от КПУ, № 83 в списке). С мая 1998 года — член фракции КПУ, с июля 1998 года входил в Комитет по иностранным делам и связям с СНГ, председатель подкомитета по вопросам внешнеэкономических связей Комитета по иностранным делам.
В 2003 году назначен уполномоченным представителем по связям с ВР Украины и органами исполнительной власти Донецкой железной дороги.

## Награды
- Орден Трудового Красного Знамени
- Орден Дружбы народов
- знак «Почетный железнодорожник»
- медаль «90 лет Советских Вооруженных сил»
- Библиография
- Книга "Северный форпост магистрали", авторы Борис Свердлов, Виктор Свердлов. Донецк, 2012 г. издательство "Новый мир" (очерки)
- Книга Виктор Свердлов "Бегут поезда торопливо". О тех, кто искренне предан "железке" - Славянск "Друкарський двiр", 2020 г. 256 с., ил. ( одна из глав посвящена А.И. Хунову)